# Михайловские Концы
Михайловские Концы — деревня в Большедворском сельском поселении Бокситогорского района Ленинградской области.

## Название
Происходит, по преданию — от имени одного из сыновей поселившегося здесь крестьянина.

## История
МИХАЙЛОВСКИЙ КОНЕЦ — деревня Михайловского общества, прихода села Дыми. Река Рядань. 

Крестьянских дворов — 25. Строений — 83, в том числе жилых — 41. 

Число жителей по семейным спискам 1879 г.: 72 м. п., 79 ж. п.; по приходским сведениям 1879 г.: 72 м. п., 82 ж. п.

Сборник Центрального статистического комитета описывал её так:

МИХАЙЛОВСКИЙ КОНЕЦ — деревня бывшая государственная при реке Редане, дворов — 24, жителей — 149; часовня, 2 лавки, 2 постоялых двора. (1885 год)

В конце XIX века — начале XX века деревня административно относилась к Большедворской волости 3-го земского участка 1-го стана Тихвинского уезда Новгородской губернии.

МИХАЙЛОВСКИЕ КОНЦЫ — деревня Михайловского сельского общества, число дворов — 43, число домов — 48, число жителей: 86 м. п., 93 ж. п.;

Занятия жителей — земледелие, лесные заработки. Река Рядань. 2 часовни, 2 мелочные лавки, винная лавка, харчевня. (1910 год)

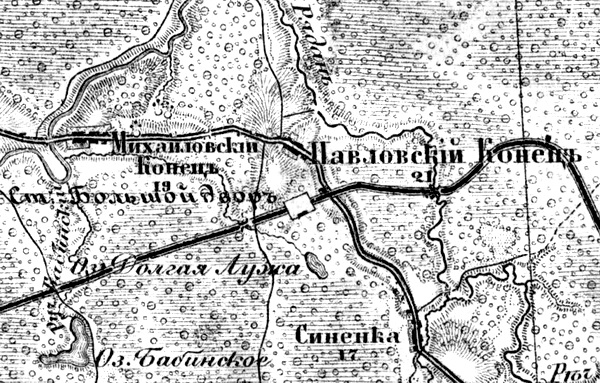
Деревня Михайловские Концы на карте 1913 года

Согласно карте Новгородской губернии 1913 года, деревня называлась Михайловский Конец и насчитывала 19 крестьянских дворов.
С 1917 по 1918 год деревня входила в состав Большедворской волости Тихвинского уезда Новгородской губернии.
С 1918 года — в составе Череповецкой губернии.
С 1924 года — в составе Пригородной волости.
С 1927 года — в составе Большедворского сельсовета Тихвинского района.
По данным 1933 года, деревня Михайловские Концы входила в состав Большедворского сельсовета Тихвинского района.
С 1952 года — в составе Бокситогорского района.
С 1963 года — вновь в составе Тихвинского района.
С 1965 года — вновь в составе Бокситогорского района. В 1965 году население деревни составляло 183 человека.
По данным 1966, 1973 и 1990 годов деревня Михайловские Концы также входила в состав Большедворского сельсовета Бокситогорского района.
В 1997 году в деревне Михайловские Концы Большедворской волости проживали 17 человек, в 2002 году — 23 человека (русские — 96 %).
В 2007 году в деревне Михайловские Концы Большедворского СП проживали 16 человек, в 2010 году — 13.

## География
Находится в северо-западной части района на автодороге 41К-036 (Галично — Харчевни).
Расстояние до административного центра поселения — 1 км.
Расстояние до ближайшей железнодорожной станции Большой Двор — 3 км.
Деревня находится на левом берегу реки Рядань.

## Демография
| 1997 | 2002 | 2007 | 2010 | 2017 |
| ---- | ---- | ---- | ---- | ---- |
| 17   | ↗23  | ↘16  | ↘13  | ↘10  |